# 三色柱

三色柱模擬動畫。

三色柱（英語：Barber's pole）是理发店的标志。三色柱起源于中世纪欧洲。中世纪欧洲的理发店同时经营拔牙术和其他外科手术。中世纪时期，人们认为一些疾病可以通过放血进行治疗，一种水蛭被用来治疗疾病。因此出现了一种柱子，上面有装水蛭的容器，下面有装血的容器。此后，带有红色和白色条纹的柱子成为理发店的标志。后来又加入了蓝色，其中红色代表动脉血，而蓝色代表静脉血。